# نارسيسو جي. رييس
نارسيسو جي. رييس هو كاتب ودبلوماسي فلبيني، ولد في 2 فبراير 1914 في توندو ‏ في الفلبين، وتوفي في 7 مايو 1996.